# أحرار الجزيرة
كان لواء أحرار الجزيرة مجموعة من رجال قبيلة شمر العربية التي كانت نشطة خلال الحرب الأهلية السورية، وكان لها دور فعال في بدء العملية التي أسفرت عن الاستيلاء على اليعربية في مارس 2013 (بمساعدة من جماعات متمردة أخرى). وطردت المجموعة من اليعربية في أكتوبر 2013 بعد أن ادعت جبهة النصرة والدولة الإسلامية في العراق والشام أن الجماعة كانت فاسدة. وهي غير نشطة على الأرجح، إذ أن قوات الصناديد التابعة لقبيلة شمر متحالفة حاليا مع وحدات حماية الشعب.
في عام 2016، شكلت الفلول المتبقية من الجماعة قوات النخبة.